# استان کیسپلاتینا
استان کیسپلاتینا (پرتغالی: Província Cisplatina، تلفظ پرتغالی:[pɾuˈvĩsjɐ sisplaˈtʃĩnɐ])، یکی از استان‌های برزیل بود که میان سال‌های ۱۸۲۱ تا ۱۸۲۸ در این کشور وجود داشت.  برزیل از ۱۸۱۵ تا ۱۸۲۲، بخشی از کشور پادشاهی متحد پرتغال، برزیل و الگاوره بود. پس از استقلال برزیل و تشکیل شدن امپراتوری برزیل، استان کیسپلاتینا پخشی از این حکومت ماند. در ۱۸۲۸، پس از انعقاد کنوانسین صلح ابتدایی، این منطقه به عنوان بخشی از کشور اروگوئه استقلال یافت.